# XDR DRAM
XDR DRAM, en typ av RAM-minne från företaget Rambus.
Minnet är optimerat för mindre arbetsstationer som används för minnesintensiva applikationer som grafikhantering och är en direkt konkurrent till SDRAM, DDR SDRAM och DDR2 SDRAM. 
XDR DRAM:s minnesbuss stödjer hastigheter på upptill 4 GHz och det finns planer på framtida hastigheter på så mycket som 8 GHz.
Minnet används bland annat i PlayStation 3.